# Moschoneura pinthous
Moschoneura pinthous é uma borboleta neotropical da família dos pierídeos (Pieridae), subfamília dos dismorfiíneos (Dismorphiinae). É endêmica da América do Sul, inclusive no Brasil.

## Subespécies
São reconhecidas as seguintes subespécies:
- M. p. pinthous (Suriname)
- M. p. methymna (Godart, 1819) (Brasil)
- M. p. cyra (Doubleday, 1844) (Bahia, Brasil)
- M. p. ela (Hewitson, 1877) (Equador)
- M. p. ithomia (Hewitson, 1867) (Equador, Peru)
- M. p. amelina (Hopffer, 1874) (Peru)
- M. p. proxima (Röber, 1924) (Amazonas, Brasil)
- M. p. patricia Lamas, 2004 (Peru)
- M. p. monica Lamas, 2004 (Peru)